# Atanas Atanassow (Radsportler)
Atanas Atanassow (bulgarisch: Атанас Атанасов; * 1904; † unbekannt) war ein bulgarischer Radrennfahrer.

## Sportliche Laufbahn
Bei den Olympischen Sommerspielen 1924 in Paris startete er beim Sieg von Armand Blanchonnet im olympischen Einzelzeitfahren, schied jedoch vorzeitig aus. Die bulgarische Mannschaft kam nicht in die Mannschaftswertung. 1924 wurde er Vierter der Bulgarien-Rundfahrt hinter den beiden zeitgleichen Siegern Georgi Abadschiew und Kostadin Dirilgerow.